# Міжнародна конвенція про боротьбу із захопленням заручників
Міжнаро́дна конве́нція про боротьбу́ із захо́пленням зару́чників — юридично обов'язкова для держав-учасниць міжнародна угода щодо запобігання та протидії захопленню заручників. Конвенція передбачає юрисдикцію, екстрадицію, затримання та судове переслідування злочинів, також встановлює принцип aut dedere aut judicare.